# Полугладкая функция
Полугладкая функция — обобщение понятия гладкая функция, включающее гладкие, выпуклые, кусочно-линейные функции.

## Определение
Функция {\displaystyle f:\mathbb {R} ^{n}\to \mathbb {R} } называется полугладкой если в каждой точке {\displaystyle x\in \mathbb {R} ^{n}} существует подмножество {\displaystyle \partial _{x}f} линейных операторов {\displaystyle \mathbb {R} ^{n}\to \mathbb {R} } такое что для любой последовательности {\displaystyle x_{n}\to x} и {\displaystyle \ell _{n}\in \partial _{x_{n}}f} выполнено
{\displaystyle {\frac {f(x)-f(x_{n})-\ell _{n}(x-x_{n})}{x-x_{n}}}\to 0}.